# Медаль «Депутатам уложенной комиссии»
Медаль «Депутатам уложенной комиссии» — медаль (знак) Российской империи, учреждена Екатериной II в 1766 году для членов уложенной комиссии. 
В указе императрицы было сказано: "Дабы члена комиссии о сочинении Уложения узнать можно было, то носить им всем знаки одинаковые, к тому от Нас определённые, которые во всю жизнь им останутся. Депутатам же дворянам по окончании сего дела, а не прежде, дозволяется сии знаки в гербы свои поставить, дабы потомки узнать могли, какому великому делу они участниками были".
Медаль изготовлялась из золота на цепочке того же металла и стоила сравнительно дорого по тем временам — 67 рублей и 89 копеек. На одной стороне медали изображались вензель Екатерины II. На второй стороне — пирамида, олицетворявшая закон, увенчанная Большой короной Российской империи. По окружности надпись: "Блаженство каждого и всех". Внизу надпись: "1766 года декаб. 14".  Данную медаль получили 652 человека на заседании 09 августа 1767 года в Москве. Медаль носилась на золотой цепочке на петлице. 
Указом от 18 декабря 1768 года Большая комиссия была распущена.